# Ash (Surrey)
Ash is een civil parish in het bestuurlijke gebied Guildford, in het Engelse graafschap Surrey met 17.166 inwoners volgens de volkstelling van 2011.
Ash ligt aan de verre westzijde van het Guilford district, en de stedelijke ontwikkeling in de parish spreidt zich uit richting Aldershot.
Ash heeft vijf scholen in het dorp. Deze zijn als volgt: Ash Grange, Walsh Junior, Walsh Infant, Shawfield en Ash Manor School.
Ash United is the lokale voetbalclub, die op de 20e plek kwam in de top 20 van het seizoen 2007-2008. De club bevindt zich op Youngs Drive, tegenover Shawfield Park.